# Nationalpark Nevado de Colima

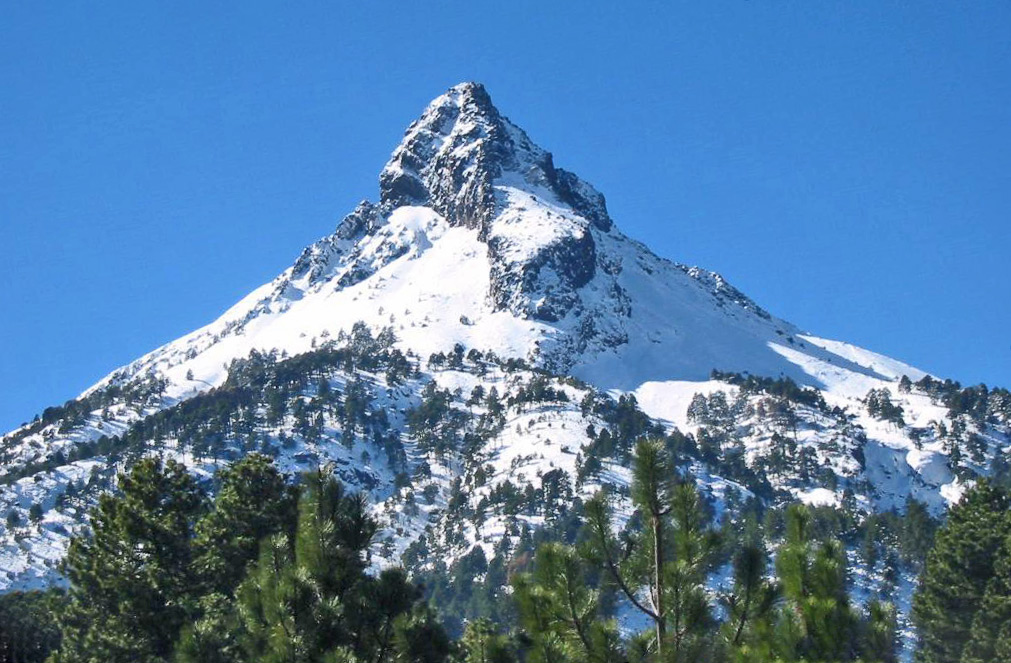
Nevado de Colima

Der im Jahr 1940 eingerichtete Nationalpark Nevado de Colima ist ein ca. 65 km² großer Nationalpark bei der Großstadt Zapotlán el Grande im mexikanischen Bundesstaat Jalisco.

## Beschreibung
Im Zentrum des im unteren Teil bewaldeten Naturparks erhebt sich der in den Wintermonaten schneebedeckte erloschene Vulkan Nevado de Colima (auch Zapotepetl) mit ca. 4270 m Höhe. Der ca. 8 km südlich auf der Grenze zum Bundesstaat Colima gelegene und ca. 3830 m hohe Vulkan Volcan de Colima (auch Volcán de Fuego de Colima) ist an manchen Tagen immer noch aktiv.
Der Nevado de Colima ist rund 450 m höher als der Nachbarberg Volcan de Colima und erlaubt es, von oben in dessen Krater zu blicken; der Ausblick wird oft mit einer Dampfsäule des kleineren, aber aktiven Vulkans gekrönt.

## Aktivitäten
In den tiefer gelegenen Bereichen des Naturparks ist das Wandern möglich; eine Besteigung des Gipfels sollte jedoch nur mit geeignetem Schuhwerk und unter der Anleitung eines ortskundigen Führers unternommen werden.

## Flora
In den Jahren 2016/17 wurden annähernd 30.000 Bäume zur Wiederaufforstung zerstörter Waldflächen gepflanzt.

## Wilderei
Im Naturpark leben Wildschweine, Rehwild etc., die aber von Wilderern bedrohlich dezimiert wurden.